# Венути, Лоуренс
Лоуренс Венути (англ.  Lawrence Michael Venuti, 1953, Филадельфия) — американский переводчик, крупнейший историк и теоретик перевода.

## Биография
Долгое время жил в Нью-Йорке. В настоящее время преподает в университете Темпл (Филадельфия). Переводил с итальянского прозу Буццати, Иджинио Уго Таркетти, Х. Р.Вилькока, Микеланджело Антониони и др., стихи Антонии Поцци. Переводит также поэзию и прозу с французского и каталанского.
В мае—июне 2009 года прочитал несколько лекций на факультете переводоведения, прикладной лингвистики и культурологии Майнцского университета имени Иоганна Гутенберга в Гермерсхайме.

## Публикации

### Книги
- Our Halcyon Dayes: English Prerevolutionary Texts and Postmodern Culture (1989)
- Rethinking Translation: Discourse, Subjectivity, Ideology, ed. (1992)
- The Translator’s Invisibility: A History of Translation (1995)
- The Scandals of Translation: Towards an Ethics of Difference (1998)
- The Translation Studies Reader, ed. (2000, переизд. 2004)

### Статьи on line
- How to Read a Translation (англ.)
- Translations on the Market (англ.)

## Признание
Премия итальянского правительства за перевод. Переводческая премия имени Роберта Фаглеса за переводы каталонского поэта Эрнеста Фарреса.